# Der Papst aus dem Ghetto
Der Papst aus dem Ghetto. Die Legende des Geschlechtes Pier Leone ist ein Roman von Gertrud von le Fort, der 1930 im Transmare Verlag in Berlin erschien.
Rom zu Anfang des 12. Jahrhunderts: Es wird aus der Vita des Anaklet II. bis zu seiner Inthronisation erzählt. Anaklet II. war Gegenpapst zu Innozenz II.

## Titel
Im Text ist nicht von dem Ghetto, sondern von der Judenstadt, einem Wohnviertel Roms, die Rede.

## Personen
Das Geschlecht Pier Leone
- Petrus Leonis, Senator und Konsul
  - Mirjam, seine jüdische Ehefrau
  - Donna Bona, seine christliche Ehefrau
  - Kardinal Pier Leone, Sohn des Petrus und der Mirjam, später Anaklet II.
  - Trophäa, Tochter des Petrus und der Mirjam
  - Tullia, Tochter des Petrus und der Donna Bona

Das Geschlecht Frangipane
- Johannes Frangipane, Ritter
  - Leo und Cencius Frangipane, seine Söhne
  - Jacoba Frangipane, seine Nichte

## Historie
Zu Romanbeginn ist der Canossagang König Heinrichs IV. im Dezember 1076 bereits Geschichte. Die erzählte Zeit ist aus den unten aufgeführten Amtszeiten der im Roman handelnden Päpste ablesbar:
- 1073–1085 Gregor VII.[2]
- 1088–1099 Urban II.[3]
- 1099–1118 Paschalis II.[4]
- 1118–1119 Gelasius II.[5]
- 1119–1124 Kalixt II.[6]
- 1124–1130 Honorius II.[7]

## Chronikstil
Der Roman ist im Chronikstil geschrieben. Es wiederholen sich Überschriften wie „Es wird berichtet“, „Die Juden von Roma erzählen“, „Die Frauen der Juden erzählen“, „Die Meinung des Heiligen Vaters“, „Dieses ist, was wir über den Antichrist wissen“, „Aus den Aufzeichnungen des Kardinal-Bischofs Petrus von Portus“, „Die Synode im Lateran“, „Die Konklave zu Sancta Maria in Palara“, „Die alte Rachel“ et cetera.
Die immer wiederkehrende Einleitung „Aus den Büchern unserer goldenen Stadt Roma...“ weist auf eine Besonderheit hin. Gertrud von le Fort taucht in der Regel nicht in das Innenleben der Protagonisten ein, sondern lässt stattdessen christliche Bürger Roms ausführlich über die jüdischen Hauptpersonen reden. In dem Zusammenhang muss auf eine weitere Merkwürdigkeit hingewiesen werden. Die beiden Protagonisten Petrus Leonis und sein Sohn Pier Leone werden des Öfteren zu Nebenfiguren degradiert. Über sie wird meist knapp berichtet. Das ganze Verhalten von Vater, Sohn und Tochter Trophäa lässt sich mit einem Satz umschreiben: „Seht, ich sende euch wie Schafe mitten unter die Wölfe.“

## Handlung
Chanoch ben Esra entkommt in Rom einem Pogrom, indem er sich unter den Purpurmantel des Papstes flüchtet. Der gerettete Jude lässt sich christlich taufen und wird fortan von den Christen Benediktus Christianus genannt. Durch Zinsgeschäfte steigt er zum reichsten Mann Roms auf. Dessen Sohn Baruch ben Baruch, ein Wucherer, lässt sich nicht taufen. In Rom wird dieser steinreiche Mann Baruch Leonis genannt – nach seinem prunkvollen Haus an der Porta Leone. Der Sohn des Baruch Leonis ist ein vornehmer Herr, also kein gieriger Wechsler. Er wird mit Mirjam, der Tochter eines Rabbi, vermählt. Mirjam wird schwanger. Der Gatte lässt sich heimlich taufen und wird fortan Petrus Leonis, Senator der Römer, genannt. Als Mirjam von der Taufe ihres Mannes erfährt, flüchtet sie zu ihrem Vater, dem Rabbi. Dort bringt sie Pier Leone zur Welt. Der Knabe wird ihr sofort nach der Geburt von Johannes Frangipane, einem Freund ihres Gatten, entrissen. Es gelingt Mirjam, die später geborene Trophäa, die Zwillingsschwester des Pier Leone, zu behalten. Trophäa ist blind.
Petrus Leonis heiratet nach seiner Taufe die Christin Donna Bona, eine Bericisi. Johannes Frangipane und Petrus Leonis, die zwei Freunde, gehören zu den Capitanen. Das sind römische adelige Hauptleute, die jeder eine beträchtliche Schar Kriegsvolk unter Waffen halten. Johannes Frangipane will Urban II. das Privileg abringen, Kreuzfahrer per Schiff ins Morgenland zu befördern. Petrus Leonis rettet den bedrängten Heiligen Vater aus dem vom Freunde verursachten Aufruhr und bietet dem Papst Schutz unter seinem Dach. Urban II. stirbt in dem Hause seines Retters. Unter den römischen Christen wird vermutet, der kleine Pier Leone sei heimlich beschnitten worden. Der Vater Petrus Leonis tritt dem Gerücht entgegen. Er übergibt seinen Sohn den Mönchen des Klosters St. Alexius  auf dem Berg Aventin neben der Basilika St. Sabina zur christlichen Erziehung. Johannes Frangipane liebäugelt mit dem Reichtum des Freundes Petrus Leonis. Er möchte seine Nichte Jacoba mit dem jungen Pier Leone vermählen. Der 16-jährige Klosterschüler ist abgeneigt. Er wird Priester.
Während der Auseinandersetzung des Papstes Paschalis II. mit dem späteren Kaiser Heinrich V. – die Regalien betreffend – zeigt sich Petrus Leonis, im Gegensatz zum wilden Johannes Frangipane, besonnen. Deshalb nimmt die Kurie des Heiligen Vaters den ehemaligen Juden ganz in die Reihen der Christenheit auf.
Pier Leone studiert in Frankreich bei Abälard Theologie und kehrt als Cluniazenser zurück. Im Gegenzug erreicht Mirjam, dass Trophäa im Talmud unterwiesen wird.
Der Mitgift wegen hat Johannes Frangipane die Verlobung seines Sohnes Censius mit Tullia, der Tochter des Petrus Leonis, durchgesetzt. Sowohl Censius als auch sein Bruder Leo hassen Petrus Leonis. Denn der römische Adel behauptet, nur durch die Freundschaft mit dem Christen Johannes Frangipane sei der Jude Petrus Leonis groß geworden. Während eines Festes im Hause Frangipane, zu dem auch Tullia erschienen ist, trifft Johannes Frangipane der Schlag, als er mitansehen muss, wie unwürdig Censius mit seiner Verlobten umspringt. Tullia trägt von der Tortur einen bleibenden gesundheitlichen Schaden davon. Johannes stirbt. Petrus Leonis weigert sich, die seinem Hause angetane Schmach mit einem Angriff auf die Frangipani zu beantworten. Der Papst schickt Pier Leone als Legaten nach Frankreich. Nach seiner Rückkehr wird Pier Leone zum Kardinal und darauf zum Kardinal-Diakon erhoben. Zwar sind die Brüder Frangipane außer sich vor Zorn, doch das römische Volk will künftig einen reichen Papst. Also ertönt während der Amtszeit von Kalixt II. zum ersten Mal der Ruf nach Pier Leone als Papstnachfolger.
Um gegen das Haus Petrus Leonis kämpfen zu können, verkauft Jacoba Frangipane all ihre schönen Ringe. Dazu wendet sie sich ausgerechnet an Petrus Leonis. Der zahlt ihr einen unverhältnismäßig hohen Preis für den Schmuck.
Auf dem Sterbebett schwört Petrus Leonis dem christlichen Glauben ab, bekennt sich zum Judentum, will seine Gattin, die Christin Donna Bona, nicht mehr sehen und verlangt nach der ersten Frau Mirjam. Letztere schickt die gemeinsame Tochter Trophäa. Mirjam hofft, Trophäa kann den Zwillingsbruder Pier Leone in die Judenstadt heimholen. Die Blinde irrt allein durch den Palast Pier Leone und betastet in der Kapelle des Palastes ein Abbild des Christuskindes aus edlem Holz. Petrus Leonis stirbt wenig früher als Honorius II. Die Brüder Frangipane wollen keinen Pier Leone als nächsten Papst und greifen den Palast Pier Leone an. Sie dringen ein. Ihnen fällt Trophäa in die Hände, wie sie das Christuskind küsst. Das Mädchen wird von den Frangipani entführt und bei der Kurie verleumdet. Die jüdische Schwester des Kardinals Pier Leone habe das Christuskind von Sancta Maria aus der Kirche entwenden wollen. Der Kardinal soll somit von der Papstwahl ausgeschlossen werden. Die Kurie befiehlt den Frangipani, die gefangene Jüdin freizugeben. Zwar lässt Jacoba die gefangene Trophäa frei, aber die Blinde kommt dabei um. Bei den Christen hat es sich inzwischen herumgesprochen, dass jenes hölzerne Abbild des Christuskindes geraubt worden sei. Jacoba legt Trophäa also das Bündel mit dem Schnitzwerk in die Arme, führt die Blinde hinaus in die römische Nacht und lässt sie in der Nähe der Kirche Sancta Maria allein. Die Frangipani haben indessen Römer aufgewiegelt und zur Kirche getrieben. Trophäa wird von einem Söldner der Frangipani neben der Kirche mit dem Schwert umgebracht. Die Bewaffneten der Frangipani zetteln in der Judenstadt ein Pogrom an. Pier Leone, dem die Frangipani die Leiche der Zwillingsschwester bringen, will Trophäa nicht sehen. Die Römer geben Pier Leone ebenso Schuld am Tode der Blinden wie den Frangipani. Denn der Kardinal habe sich während der Verhandlungen zur Übergabe Trophäas passiv verhalten. Mirjam stirbt.
Das römische Volk jubelt seinem goldenen Papst Anaklet II. zu. Die Machtkämpfe zwischen dem Gegenpapst und Innozenz II. beginnen.

## Frau Susa
Frau Susa, die Heilige von Sancta Maria de Inferno, ist die seherische legendäre Figur im Roman. Wenn das christliche römische Volk, der bedeutendste Erzähler in vorliegender Chronik, gar nicht mehr weiter weiß, wendet es sich an die Heilige und erhält meistens – in einem mehrdeutigen Wortschwall verpackt – weiter führende verbale Hilfe.

## Zitate
- „Eher geht ein Kamel durch ein Nadelöhr, als dass ein Reicher in das Reich Gottes gelangt.“[10]
- „Gerechtigkeit ist nur in der Hölle; im Himmel ist Gnade.“[11]
- „In der Ewigkeit werden manche schweigen müssen, die hier gern geredet haben.“[12]

## Rezeption
- Hans von Soden nennt den Text, 1929 geschrieben, prophetische Dichtung.[13]
- Der Roman sei eine Antwort der Autorin auf die 1929 in München hervorbrechende Judenfeindlichkeit der Nationalsozialisten.[14]
- Meyerhofer[15] weist auf die ökumenische Substanz des Romans hin.